# Muscisaxicola albifrons
Muscisaxicola albifrons là một loài chim trong họ Tyrannidae.